# Cabildo de Montevideo
El Cabildo de Montevideo és un edifici de l'època colonial localitzat a la Plaza Constitución de Montevideo, Uruguai. Va ser construït com a seu de l'administració de la ciutat (cabildo colonial) a partir de 1804, època durant la qual Montevideo formava part del Virregnat del Riu de la Plata.
En estil neoclàssic, va ser projectat per l'arquitecte espanyol Tomás Toribio, format a la Reial Acadèmia de Sant Ferran, a Madrid. Els treballs es van estendre des de 1804 fins al 1812. Des d'aquella època es va convertir en un punt polític i històric de molta importància a la ciutat. El 1830, el primer president de l'Uruguai, Fructuoso Rivera, va prestar jurament al Cabildo, tradició que seria seguida per la resta dels presidents durant 90 anys.
El 1958 el Cabildo es va convertir en un museu i arxiu (castellà: Museo y Archivo Histórico Municipal Cabildo).